# Перекрёстное опыление

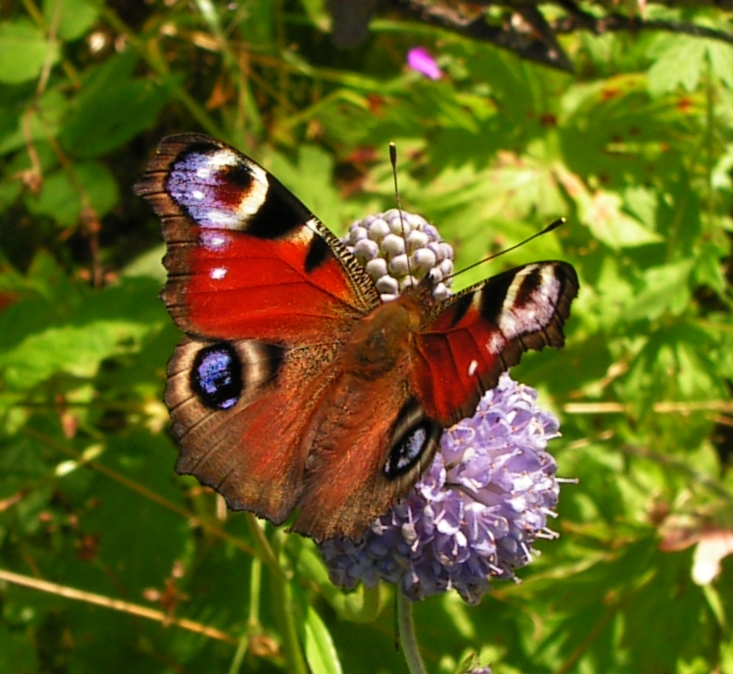
Для сивец луговой|сивца лугового (Succisa pratensis) из семейства Ворсянковые (Dipsacaceae) свойственна энтомофилия, то есть перекрёстное опыление осуществляется с помощью насекомых, в том числе с помощью бабочек Павлиний глаз (Inachis io)

Перекрёстное опыле́ние, или ксенога́мия (от др.-греч. ξένος «пришелец, чужой» и γάμος «брак»), или аллога́мия (от др.-греч. ἄλλος (allos) «другой» и γάμος (gamos) «брак»), — тип опыления у растений, при котором пыльца от андроцея одного цветка переносится на рыльце пестика другого цветка другого растения этого же вида.
Некоторые источники к перекрестному опылению относят гейтонога́мию (от др.-греч. γείτων — «сосед» и γάμος — «брак»), или соседственное опыление, — опыление, при котором пыльца из цветка одного растения переносится на рыльце пестика другого цветка на том же растении, однако гейтоногамия представляет собой одну из форм самоопыления.

## Значение перекрёстного опыления
С помощью перекрёстного опыления осуществляется обмен генами, что поддерживает высокий уровень гетерозиготности популяции, определяет единство и целостность вида. При перекрёстном опылении возрастают возможности рекомбинации генетического материала, образуются более разнообразные генотипы потомства в результате соединения наследственно разнообразных гамет, поэтому получается более жизнеспособное, чем при самоопылении, потомство с большей амплитудой изменчивости и приспособляемости к различным условиям существования. Таким образом, перекрёстное опыление биологически выгоднее самоопыления, поэтому оно закрепилось естественным отбором и стало господствующим в растительном мире. Перекрёстное опыление существует у не менее 90 % видов растений.
Самоопыление по сравнению с перекрёстным опылением вторично, оно вызвано условиями среды, неблагоприятными для перекрёстного опыления и играет страхующую функцию, но с точки зрения эволюции является тупиковым путём развития.

## Приспособления по недопущению самоопыления
Первые покрытосеменные растения, по всей видимости, были обоеполы, что способствовало самоопылению. Позднее растения выработали приспособления по его недопущению.

### Разделение полов
Разделение полов — существование растений одного вида, но разного пола: у одних растений образуются цветки только с андроцеем, у других растений — только с гинецеем.

### Дихогамия
Дихога́мия (от др.-греч. δίχα- «отдельно, врозь» и γάμος «брак») — функциональная разнополость, выраженная в неодновременном созревании в одном цветке андроцея и гинецея; проявляется либо в форме протерандрии, либо в форме протерогинии.
- Протера́ндри́я, или протоа́ндри́я, или прота́ндри́я[1] (от др.-греч. πρότερος «первый из двух, более ранний» и ἀνδρεῖος «мужской»), — созревание в цветке андроцея раньше гинецея (более раннее созревание мужских репродуктивных органов по сравнению с женскими у нецветковых растений; термин применяется также к животным-гермафродитам); протерандрия характерна для семейств Астровые, Зонтичные, Колокольчиковые и многих других.
- Протероги́ни́я, или протоги́ни́я[1] (от др.-греч. πρότερος «первый из двух, более ранний» и γυνή «женщина»), — созревание в цветке гинецея раньше андроцея (более раннее созревание женских репродуктивных органов по сравнению с мужскими у нецветковых растений; термин применяется также к животным-гермафродитам); протерогиния характерна для семейств Барбарисовые, Капустные.

### Геркогамия
Геркогамия, или херкогамия представляет собой пространственное разделение репродуктивных органов, когда при посещении насекомыми автогамия не может иметь место. Как правило, рыльце пестика выставляется из зева цветка на гораздо большее расстояние, чем тычинки и поэтому самоопыление в форме автогамии кажется невозможным. Тем не менее, у многих геркогамных растений самоопыление часто наблюдается в конце цветения, если по каким-то причинам не произошло перекрестное опыление. При этом происходит изгибание столбиков и тычиночных нитей, нередко обоюдное. В результате репродуктивные органы приходят в соприкосновение в пределах цветка или соцветия. Встречается у лилейных, ирисовых, ластовневых, губоцветных, гераниевых и многих других.

### Самонесовместимость
Самонесовместимость — приспособление растений по недопущению самоопыления, выражающееся в том, что при самоопылении число семян ничтожно по сравнению с числом семян при перекрёстном опылении.

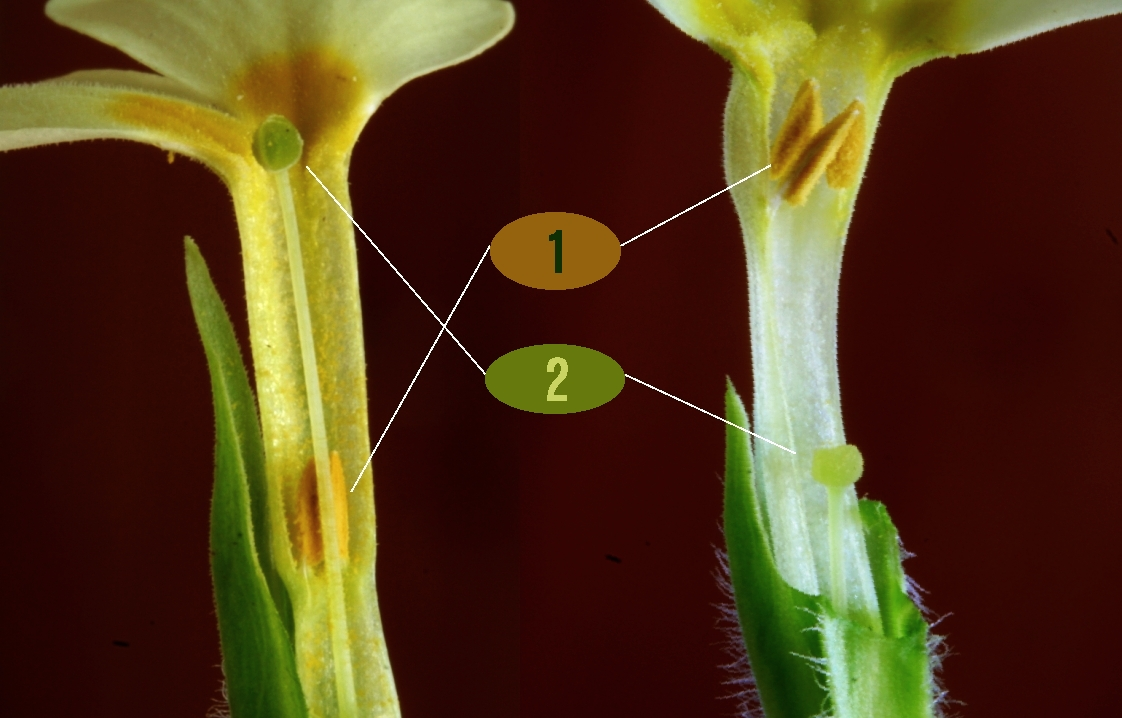
Гетеростилия у Первоцвет обыкновенный|первоцвета обыкновенного (Primula vulgaris). 1 — тычинки, 2 — столбики с рыльцами на конце. Слева — длинностолбчатый цветок, справа — короткостолбчатый.

Различают гомоморфную и гетероморфную самонесовместимость.
- Гомоморфная самонесовместимость (от др.-греч. ὁμός «одинаковый» и μορφή «форма») — самонесовместимость, не сопровождаемая морфологическими различиями в строении цветка у разных особей одного вида. Характерна, например, для мака самосейки (Papaver rhoeas).[2]
- Гетеростилия (от др.-греч. ἕτερος — «другой» и στῦλος — «столб»), или Разностолбчатость, или Гетероморфная самонесовместимость (от др.-греч. ἕτερος — «другой» и μορφή «форма»), — самонесовместимость, сочетаемая с существованием особей одного вида, цветки которых имеют различную длину столбиков пестиков и тычиночных нитей (у одних растений столбики короче тычинок, у других — тычинки короче столбиков). Суть этого приспособления состоит в том, что насекомое, касаясь пыльников в цветке одного типа, пачкает своё тело пыльцой в тех местах, которые соответствуют рыльцу столбика в цветке другого типа. Гетеростилия может быть диморфной и триморфной.
  - Диморфная гетеростилия — у растений одного вида имеются две формы цветков. Характерна, к примеру, для родов Гречиха (Fagopyrum), Медуница (Pulmonaria), Первоцвет (Primula).
  - Триморфная гетеростилия — у растений одного вида имеются три формы цветков: коротко-, средне- и длинностолбчатые. Характерна, к примеру, для дербенника иволистного (плакун-травы) (Lythrum salicaria).

## Осуществление перекрёстного опыления
Перекрёстное опыление может осуществляться как биотически (с помощью живых организмов), так и абиотически (посредством воздушных или водных потоков).
Для большинства способов опыления имеются специальные термины, второй частью которых является -фили́я (от др.-греч. φιλία «любовь», «дружба»):
- зоофилия (от др.-греч. ζῷον «животное») — опыление с помощью животных;
  - энтомофилия (от др.-греч. ἔντομον «насекомое») — с помощью насекомых (это наиболее распространённый способ зоофилии);
    - кантарофилия (от др.-греч. κάνθαρος «жук») — с помощью жуков (этот способ опыления характерен для реликтовых растений);
    - мирмекофилия (от др.-греч. μύρμηξ (myrmeks) «муравей») — с помощью муравьёв;

  - орнитофилия (от др.-греч. ὄρνις «птица») — с помощью птиц (к примеру, опыление многих растений из тропической Америки осуществляют колибри);
  - малакофилия (от др.-греч. μαλάκιον «моллюск») — с помощью моллюсков; сейчас все случаи участия моллюсков (улиток) в опылении представляются сомнительными;
  - маммалофилия (от лат. mammalis «грудной») — с помощью млекопитающих; имеется предположение, что опыление растений с помощью нелетающих млекопитающих было широко распространено в третичный период и сейчас сохранилось лишь как реликтовое;
    - хироптерофилия (от лат. Chiropera «рукокрылые» — от др.-греч. χείρ — «рука» и πτερόν  «крыло») — с помощью летучих мышей; хироптрофильные растения распространены в большей степени в тропиках Азии и Америки, в меньшей степени в Африке;
- анемофилия (от др.-греч. ἄνεμος «ветер») — опыление с помощью ветра[3];
- гидрофилия (от др.-греч. ὕδωρ «вода») — опыление с помощью воды (например, у растений из родов Роголистник, Наяда);

Зоофилия среди цветковых растений распространена гораздо шире, чем анемофилия и гидрофилия: в Европе зоофильные растения составляют 70—80 %, анемофильные — около 20 %, гидрофильные — менее 1 % от общего числа видов.